# Chabib Noermagomedov
Chabib Abdoelmanapovitsj Noermagomedov  (Russisch: Хаби́б Абдулмана́пович Нурмагоме́дов; Avaars: Хlабиб Нурмухlамадов, Ch'abib Noermoech'amadov, Machatsjkala, 20 september 1988) – internationaal doorgaans Khabib Nurmagomedov genoemd – is een voormalige Russische MMA-vechter. Hij werd op 7 april 2018 wereldkampioen lichtgewicht (tot 70 kilo) bij de UFC. Noermagomedov is tevens meervoudig wereldkampioen in sambo en heeft de eerste dan in judo.

## Achtergrond
Noermagomedov werd geboren in de Dagestaanse Autonome Socialistische Sovjetrepubliek in de voormalige Sovjet-Unie, de latere autonome republiek Dagestan. Hij is een etnisch Avaar en soennitisch moslim. Tijdens zijn jeugd begon hij met worstelen onder begeleiding van zijn vader, Abdoelmanap Noermagomedov. Zijn vader had een zwarte band in judo, was voormalig nationaal kampioen van Oekraïne in sambo en werd nationaal gezien een voldongen meester in het worstelen (Vrije Stijl). Nadat Noermagomedov vijf jaar lang had getraind in Vrije Stijl-worstelen zonder veel succes, is hij judo gaan bedrijven. Na de middelbare school studeerde hij economie aan de universiteit van Makhachkala.

## MMA
Noermagomedov maakte op 13 september 2008 zijn professionele MMA-debuut. Hij won die dag in 2 minuut 20 van Vusal Bayramov via een verwurging (triangle choke). Hij won zestien partijen op rij, waarna hij een contract tekende bij de UFC.

### Ultimate Fighting Championship
Ook in de UFC bleef Noermagomedov zijn reeks aan overwinningen voortzetten. Zijn UFC-debuut was op 12 januari 2012 tegen Kamal Shalorus. Hij versloeg hem via een verwurging in de derde ronde. Daarop versloeg hij achtereenvolgens Gleison Tibau, Thiago Tavares, Abel Trujillo, Pat Healy en Rafael dos Anjos. Nadat hij Dos Anjos versloeg en Gilbert Melendez de strijd om de titel verloren had, werd Noermagomedov in december 2014 door de media naar voren geschoven als de nummer één uitdager in de lichtgewichtdivisie, achter toenmalig kampioen Anthony Pettis. Echter, omdat hij in die periode kampte met een blessure, werd de eerstvolgende titelstrijd aan Dos Anjos gegeven.

### Afwezigheid en terugkeer
Noermagomedov kwam na zijn overwinning op Dos Anjos in april 2014 twee jaar niet aan vechten toe vanwege verschillende blessures. Hij keerde uiteindelijk in april 2016 terug in het strijdperk. Hij zou het die dag opnemen tegen Tony Ferguson, de toenmalige nummer #4 bij de uitdagers in het lichtgewicht. Noermagomedov stond op dat moment zelf op #2. Ferguson trok zich negen dagen voor het gevecht alleen geblesseerd terug. Daarop kreeg Darrell Horcher de kans zijn debuut in de UFC te maken als vervangende tegenstander. Noermagomedov haalde hem in zowel de eerste als de tweede ronde van hun gevecht naar de grond om hem vervolgens eenzijdig met klappen te bewerken. De scheidsrechter stopte het gevecht na 3.36 minuten in de tweede ronde in het voordeel van Noermagomedov. Hij boekte op 12 november 2016 ook zijn 24e profzege op rij. Ditmaal dwong hij #6 van de uitdagerslijst Michael Johnson tot submissie met een armklem in de derde ronde van hun partij. Dit nadat hij hem in het begin van zowel de eerste als de tweede ronde naar de grond haalde en eenzijdig met vuistslagen en ellebogen bewerkte. De UFC plande in maart 2017 voor de derde keer een gevecht tussen Noermagomedov en Ferguson, ditmaal om de interim-titel in het lichtgewicht. Voor de derde keer ging de partij niet door. Nadat hij zelf al een keer geblesseerd afzegde in december 2015 en Ferguson dat vier maanden later deed met longklachten, trok Noermagomedov zich deze keer terug omdat zijn pogingen om op het goede gewicht te komen hem in het ziekenhuis deden belanden. Noermagomedov keerde in december 2017 terug met een overwinning op Edson Barboza. Alle drie de juryleden kenden hem in alle drie de ronden van hun gevecht een ruime overwinning toe.

### Wereldtitel
In april 2018 viel voor de vierde keer een gepland gevecht tussen Noermagomedov en Ferguson in het water. Dat zou deze keer om de UFC-titel in het lichtgewicht gaan. Die was op dat moment in het bezit van Conor McGregor, maar werd hem ontnomen omdat hij hem al zeventien maanden niet had verdedigd. Ferguson raakte een week voor de partij echter geblesseerd. De UFC vond wereldkampioen vedergewicht (tot 66 kilo) Max Holloway bereid om zijn plaats in te nemen, maar dit werd hem een paar dagen later verboden door UFC-doktoren. Holloway zou te veel kilo's in te weinig tijd af moeten vallen om op een verantwoorde manier op gewicht te komen voor het gevecht. Noermagomedov won de titel uiteindelijk door de nummer #11 van de ranglijst Al Iaquinta te verslaan. Hij moest voor het eerst in zijn carrière vijf ronden van vijf minuten volmaken. Daarna wees de jury hem unaniem aan als winnaar. Noermagomedov verdedigde zijn titel in oktober 2018 voor het eerst. Hij won die dag van McGregor door middel van een verwurging in de vierde ronde van hun partij.
Noermagomedov werd na het gevecht tegen McGregor voor negen maanden geschorst omdat hij na zijn zege over het hek van de kooi klom en McGregors teamgenoot Dillon Danis aanviel. Hij kreeg daarnaast een boete van €500.000,-. Dit was de climax van een vete tussen de twee kooivechters en hun entourages, die voor het officiële gevecht al verschillende keren botsten. Noermagomedov keerde op 7 september 2019 terug in het strijdperk om zijn titel voor de tweede keer te verdedigen. Hij versloeg ditmaal Dustin Poirier door die in de derde ronde van hun partij te verwurgen (rear-naked choke). De UFC deed daarna een vijfde poging om een gevecht tussen Noermagomedov en Ferguson plaats te laten vinden, ditmaal als hoofdevenement van UFC 249 in april 2020. Vanwege reisbeperkingen in verband met de Coronapandemie moest Noermagomedov dit gevecht missen en werd hij voor dit gevecht door de UFC-organisatie vervangen door Justin Gaethje, en zou een interim-titel tussen hem en Tony Ferguson worden betwist. Dit gevecht vond 9 mei 2020 in Jacksonville plaats en Gaethje won na een technische knock-out in de vijfde ronde. Daarmee werd Gaethje de volgende tegenstander van Noermagomedov.

### Laatste gevecht
Noermagomedov en Gaethje stonden tegenover elkaar op 24 oktober 2020 tijdens UFC 254, georganiseerd op Fight Island in Abu Dhabi. In de tweede ronde moest Gaethje aftikken na een nekklem van Noermagomedov en daarmee prolongeerde laatstgenoemde zijn titel. Gelijk na dit gevecht maakte Noermagomedov bekend dat dit zijn laatste gevecht was. Zijn vader was eerder dat jaar overleden aan de gevolgen van het coronavirus en hij gaf aan niet zonder hem als coach verder te willen. Hij nam daarmee ongeslagen afscheid van het UFC-kampioenschap met 29 overwinningen in de MMA.
Ondanks verschillende pogingen van UFC-president Dana White om Noermagomedov terug te halen voor nog een gevecht, werd op 18 maart 2021 door de UFC de lichtgewicht titel officieel vacant gesteld waarmee de organisatie definitief het afscheid van Noermagomedov erkende.

### Eigen MMA-organisatie
Noermagomedov kocht in november 2020 voor 1 miljoen dollar de Russische MMA-organisatie Gorilla Fighting Championship (GFC), opererend vanuit zijn thuisland Dagestan. Hij hernoemde de organisatie naar Eagle Fighting Championship (EFC), een referentie naar zijn bijnaam.

## Kampioenschappen en prestaties

### Mixed martial arts
- M-1 Global
  - M-1 Selection Championships-kampioen
- Ultimate Fighting Championship
  - Meeste takedowns in één gevecht (21 takedowns in 27 pogingen) (tegen Abel Trujillo)[13]
- MMAInsider.net
  - 2014: Fighter to Watch[14]
- MMA Nuts.com
  - 2013: Doorbraak van het Jaar[15]
- KingdomMMA.co.uk
  - 2013: Doorbraak van het Jaar[16]
- Sherdog.com
  - 2013: Doorbraak van het Jaar[17]

### Sambo
- World Combat Sambo Federation
  - Combat Sambo Wereldkampioen (2x)[18]
- Combat Sambo Federation of Russia
  - Combat Sambo Russisch Nationaal Kampioen[19]
- All-Russian Sambo Federation
  - 2010: Russian Combat Sambo Nationaal Kampioenschap (26ste plaats)[20]

### ARG (Army Hand-to-Hand Combat)
- Russian Union of Martial Arts
  - Army Hand-to-Hand Combat Europees Kampioen

### Grappling
- North American Grappling Association
  - 2012: Wereldkampioen Grappling

### Pankration
- Russian Pankration Federation
  - Pankration Europees Kampioen

## Resultaten

### Mixed Martial Arts
| Resultaat | Staat | Tegenstander           | Methode                  | Wedstrijd                                       | Datum      | Ronde | Tijd  | Noten                                                      |
| --------- | ----- | ---------------------- | ------------------------ | ----------------------------------------------- | ---------- | ----- | ----- | ---------------------------------------------------------- |
| Winst     | 29-0  | Justin Gaethje         | Submissie                | UFC 254 - Khabib vs Gaethje                     | 24-10-2020 | 2     | 01:34 | Verdediging titel UFC lichtgewicht                         |
| Winst     | 28-0  | Dustin Poirier         | Submissie                | UFC 242 - Khabib vs. Poirier                    | 7-9-2019   | 3     | 2:06  | Verdediging titel UFC lichtgewicht                         |
| Winst     | 27-0  | Conor McGregor         | Submissie                | UFC 229 - Nurmagomedov vs. McGregor             | 6-10-2018  | 4     | 3:03  | Verdediging titel UFC lichtgewicht                         |
| Winst     | 26-0  | Al Iaquinta            | Jurybeslissing (unaniem) | UFC 223                                         | 7-4-2018   | 5     | 5:00  | Kampioen UFC lichtgewicht                                  |
| Winst     | 25-0  | Edson Barboza          | Jurybeslissing (unaniem) | UFC 219                                         | 30-12-2017 | 3     | 5:00  | Performance of the Night (bonus)                           |
| Winst     | 24-0  | Michael Johnson        | Submissie                | UFC 205                                         | 12-11-2016 | 3     | 2:31  |                                                            |
| Winst     | 23-0  | Darrell Horcher        | Technische knock-out     | UFC on Fox: Teixeira vs. Evans                  | 16-4-2016  | 2     | 3:38  |                                                            |
| Winst     | 22-0  | Rafael dos Anjos       | Jurybeslissing (unaniem) | UFC on Fox: Werdum vs. Browne                   | 19-4-2014  | 3     | 5:00  |                                                            |
| Winst     | 21-0  | Pat Healy              | Jurybeslissing (unaniem) | UFC 165                                         | 21-9-2013  | 3     | 5:00  |                                                            |
| Winst     | 20-0  | Abel Trujillo          | Jurybeslissing (unaniem) | UFC 160                                         | 25-5-2013  | 3     | 5:00  |                                                            |
| Winst     | 19–0  | Thiago Tavares         | Knock-out                | UFC on FX: Belfort vs. Bisping                  | 19-1-2013  | 1     | 1:55  | Tavares test positief voor drostanolone                    |
| Winst     | 18–0  | Gleison Tibau          | Jurybeslissing (unaniem) | UFC 148                                         | 7-7-2012   | 3     | 5:00  |                                                            |
| Winst     | 17–0  | Kamal Shalorus         | Submissie                | UFC on FX: Guillard vs. Miller                  | 20-1-2012  | 3     | 2:08  | Debuut Ultimate Fighting Championship, als lichtgewicht    |
| Winst     | 16–0  | Arymarcel Santos       | Technische knock-out     | ProFC 36: Battle on the Caucas                  | 22-10-2011 | 1     | 3:33  |                                                            |
| Winst     | 15–0  | Vadim Sandulskiy       | Submissie                | ProFC / GM Fight: Ukraine Cup 3                 | 15-9-2011  | 1     | 3:01  |                                                            |
| Winst     | 14–0  | Khamiz Mamedov         | Submissie                | ProFC 30: Battle on Don                         | 5-8-2011   | 1     | 3:15  |                                                            |
| Winst     | 13-0  | Kadzhik Abadzhyan      | Submissie                | ProFC: Union Nation Cup Final                   | 2-7-2011   | 1     | 4:28  |                                                            |
| Winst     | 12–0  | Ashot Shaginyan        | Technische knock-out     | ProFC: Union Nation Cup 15                      | 5-5-2011   | 1     | 2:18  |                                                            |
| Winst     | 11-0  | Said Khalilov          | Submissie                | ProFC: Union Nation Cup 14                      | 9-4-2011   | 1     | 3:16  |                                                            |
| Winst     | 10-0  | Alexander Agafonov     | Technische knock-out     | M-1 Selection Ukraine 2010: The Finals          | 12-2-2011  | 2     | 5:00  |                                                            |
| Winst     | 9-0   | Vitaliy Ostroskiy      | Technische knock-out     | M-1 Selection Ukraine 2010: Clash of the Titans | 18-9-2010  | 1     | 4:06  | Debuut in weltergewicht                                    |
| Winst     | 8-0   | Ali Bagov              | Jurybeslissing (unaniem) | Golden Fist Russia                              | 10-6-2010  | 2     | 5:00  |                                                            |
| Winst     | 7-0   | Shahbulat Shamhalaev   | Submissie                | M-1 Challenge: 2009 Selections 9                | 3-6-2009   | 1     | 4:36  | Debuut in lichtgewicht + Winst the M-1 Selection Challenge |
| Winst     | 6-0   | Eldar Eldarov          | Technische knock-out     | Tsumada Fighting Championship 3                 | 3-11-2009  | 2     | 2:44  |                                                            |
| Winst     | 5-0   | Said Akhmed            | Technische knock-out     | Tsumada Fighting Championship 3                 | 8-8-2009   | 1     | 2:05  | Debuut in weltergewicht                                    |
| Winst     | 4-0   | Shamil Abdulkerimov    | Jurybeslissing (unaniem) | Pankration Atrium Cup                           | 8-8-2009   | 2     | 5:00  | Pankration Atrium Cup toernooi finale                      |
| Winst     | 3-0   | Ramazan Kurbanismailov | Jurybeslissing (unaniem) | Pankration Atrium Cup                           | 11-10-2008 | 2     | 5:00  | Pankration Atrium Cup toernooi halve finale                |
| Winst     | 2-0   | Magomed Magomedov      | Jurybeslissing (unaniem) | Pankration Atrium Cup                           | 11-10-2008 | 2     | 5:00  | Pankration Atrium Cup toernooi openingsronde               |
| Winst     | 1-0   | Vusal Bayramov         | Submissie                | CSFU: Champions League                          | 13-9-2008  | 1     | 2:20  |                                                            |